# Departamentul Plateau
Departamentul Plateau este o unitate administrativă de gradul I a Beninului. Reședința sa este orașul Pobè.